# Ulvsjömyrarna
Ulvsjömyrarna este o arie protejată (arie specială de conservare — SAC, sit de importanță comunitară — SCI) din Suedia întinsă pe o suprafață de 476,2 ha, integral pe uscat.

## Localizare
Centrul sitului Ulvsjömyrarna este situat la coordonatele 59°29′28″N 12°11′30″E / 59.4911°N 12.1917°E.

## Înființare
Situl Ulvsjömyrarna a fost declarat sit de importanță comunitară în decembrie 1995 pentru a proteja un număr necunoscut de specii din flora spontană și fauna sălbatică aflate în arealul zonei. Situl a fost protejat și ca arie specială de conservare în martie 2011.

## Biodiversitate
Situată în ecoregiunea boreală, aria protejată conține 5 habitate naturale: Lacuri și iazuri distrofice naturale, Taiga vestică, Mlaștini turboase de tranziție și turbării mișcătoare, Mlaștini împădurite, Turbării active.
La baza desemnării sitului se află un număr nedeclarat de specii protejate.